# Tuğba Karademir
Tuğba Karademir (Ankara, 1985. március 17.) török műkorcsolyázó, török nemzeti bajnok, Európa-bajnokságon legjobb helyezése a 10. hely volt. Edzője Robert Tebby és Doug Leigh.

## Eredményei

### 2003 után
| Esemény                    | 2003–2004 | 2004–2005 | 2005–2006 | 2006–2007 | 2007–2008 | 2008–2009 |
| -------------------------- | --------- | --------- | --------- | --------- | --------- | --------- |
| Téli olimpia               |           |           | 21.       |           |           |           |
| Világbajnokság             | 35.       | 27.       | 18.       | 27.       | 27.       |           |
| Európa-bajnokság           | 23.       | 19.       | 13.       | 10.       | 11.       | 10.       |
| Skate America              |           |           |           |           | 9.        | 11.       |
| Skate Canada International |           |           |           | 11.       |           |           |
| NHK-trófea                 |           |           |           | 10.       |           |           |
| Ondrej Nepela Memorial     |           |           | 4.        |           |           | 2.        |
| Nebelhorn-trófea           |           |           |           |           | 11.       | 14.       |
| Golden Spin of Zagreb      | 17.       | 9.        |           |           | 5.        |           |
| Winter Universiade         |           |           |           | 14.       |           |           |
| Karl Schäfer Memorial      | 9.        | 4.        | 9.        | 11.       |           |           |

### 2003 előtt
| Esemény               | 1994–1995 | 1995–1996 | 1996–1997 | 2000–2001 | 2001–2002 | 2002–2003 |
| --------------------- | --------- | --------- | --------- | --------- | --------- | --------- |
| Világbajnokság        |           |           |           |           |           | 30.       |
| Európa-bajnokság      |           |           |           |           | 27.       | 27.       |
| Török bajnokság       | 1.        | 2.        | 2.        |           |           |           |
| Kanadai bajnokság     |           |           |           | 5. J.     |           |           |
| Nebelhorn-trófea      |           |           |           |           |           | 11.       |
| Golden Spin of Zagreb |           |           |           |           |           | 7.        |
| Balkán-játékok        | 1.        | 2.        | 2.        |           |           |           |

- J = Junior